# Estadio GAP de Şanlıurfa
El 11 Nisan Stadyumu (en turco: Şanlıurfa GAP Stadyumu) originalmente llamado GAP-Arena, es un estadio multiusos ubicado en la ciudad de Şanlıurfa, Turquía. El estadio fue inaugurado el año 2009 y posee una capacidad de 28 900 asientos. El recinto es utilizado por el club Şanlıurfaspor de la Superliga de Turquía.

## Historia
El proyecto GAP Sports Complex y GAP Stadium fue construido por el Ministerio de Juventud y Deportes de Turquía como parte del Proyecto de Anatolia Suroriental (Güneydoğu Anadolu Projesi, GAP) para llevar a cabo actividades deportivas con los más altos estándares en Şanlıurfa. El estadio fue inaugurado el 13 de diciembre de 2009 y estaba considerado como estadio suplente en la fallida candidatura de Turquía para organizar la Eurocopa 2016.
El 5 de mayo de 2010 albergó la final de la Copa de Turquía 2009-10 entre el Trabzonspor y el Fenerbahce, con victoria del primero por 3-1.

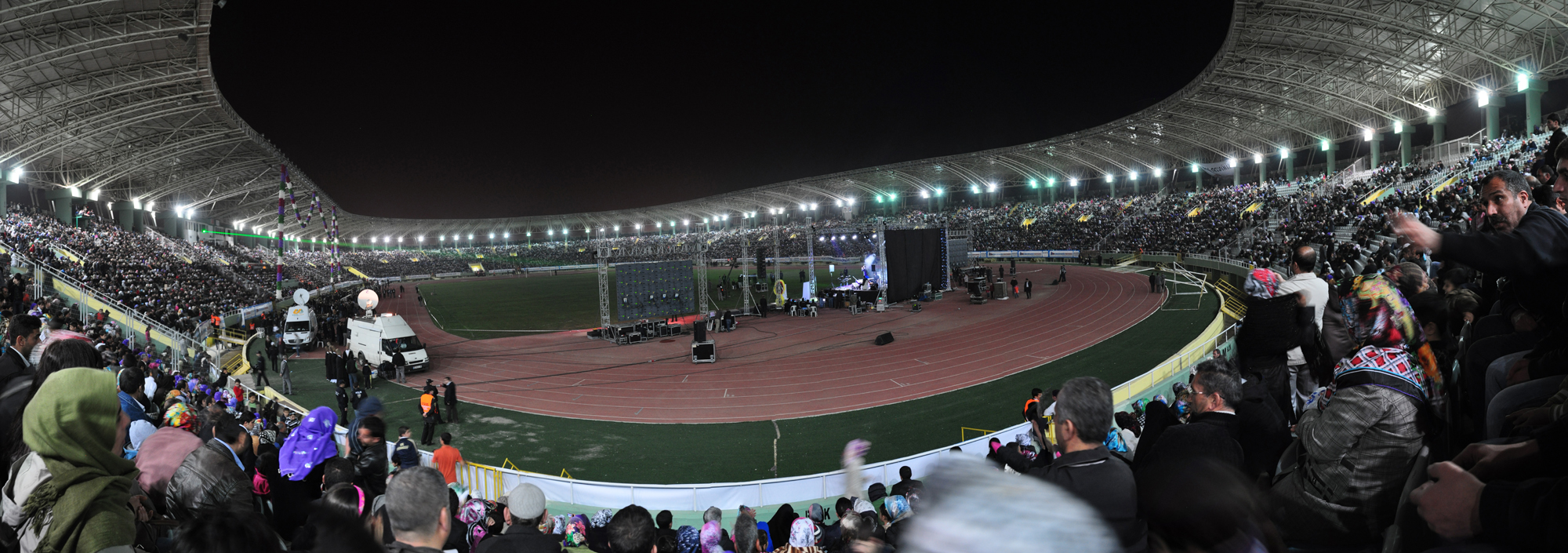
Panorámica del estadio.